# Quận Glasscock, Texas
Quận Glasscock (tiếng Anh: Glasscock County) là một quận trong tiểu bang Texas, Hoa Kỳ. Quận lỵ đóng ở thành phố Garden City6. Tên quận được đặt theo George Washington Glasscock. Theo kết quả điều tra dân số năm  2000 của Cục điều tra dân số Hoa Kỳ, quận có dân số 1406 người.
Theo Cục Điều tra Dân số Hoa Kỳ, quận có tổng diện tích 901 dặm vuông (2.333 km ²), hầu như tất cả diện tích là đất. Trend Spraberry, mỏ dầu lớn thứ ba tại Hoa Kỳ theo dự trữ còn lại, nằm ở phần lớn trong quận.

### Các xa lộ
- U.S. Highway 87
- Xa lộ bang 137
- Xa lộ bang 158
- Farm to Market Road 33

### Các quận giáp ranh
- Quận Howard (phía Bắc)
- Quận Sterling, Texas, Quận Sterling (phía đông)
- Quận Reagan (phía Nam)
- Quận Midland (phía tây)
- Quận Martin (phía tây bắc)

## Thông tin nhân khẩu
Theo điều tra dân số 2 năm 2000, đã có 1.406 người, 483 hộ gia đình, và 355 gia đình sống trong quận. Mật độ dân số là 2 người mỗi dặm vuông (1/km ²). Đã có 660 đơn vị nhà ở với mật độ trung bình là 1 trên mỗi dặm vuông (0/km ²). Cơ cấu dân tộc của dân cư gồm 77,52% người da trắng, 0,50% da đen hay Mỹ gốc Phi, 0,14% người Mỹ bản xứ, 0,21% người đảo Thái Bình Dương, 19,13% từ các chủng tộc khác, và 2,49% từ hai hoặc nhiều chủng tộc. 29,87% dân số là người Hispanic hay Latino thuộc chủng tộc nào.
Đã có 483 hộ, trong đó 42,00% có trẻ em dưới 18 tuổi sống chung với họ, 67,50% là các cặp vợ chồng sống với nhau, 2,90% có chủ hộ là nữ không có mặt chồng, và 26,50% là không lập gia đình. 23,80% của tất cả các hộ gia đình đã được tạo bởi các cá nhân và 7,00% có người sống một mình 65 tuổi trở lên đã được người. Bình quân mỗi hộ là 2,91 và cỡ gia đình trung bình là 3,51.
Trong quận, độ tuổi dân cư quận gồm 33,50% ở độ tuổi dưới 18, 7,10% 18-24, 28,40% 25-44, 22,00% 45-64, và 9,00% người 65 tuổi trở lên. Tuổi trung bình là 34 năm. Cứ mỗi 100 nữ có 108,90 nam giới. Cứ mỗi 100 nữ 18 tuổi trở lên, đã có 113,00 nam giới.
Thu nhập trung bình cho một hộ gia đình trong quận đã được $ 35.655, và thu nhập trung bình cho một gia đình là $ 43,000. Nam giới có thu nhập trung bình $ 27.000 so với 27.083 $ cho phái nữ. Các bình quân đầu người thu nhập cho quận là 18.279 $. 14,70% dân số và 11,50% của các gia đình sống dưới mức nghèo khổ. Trong tổng số người dân sống trong nghèo đói, 17,50% là ở độ tuổi dưới 18 và 4,10% là 65 tuổi trở lên.